# Fran Villalba
Francisco José Villalba Rodrigo, meglio noto come Fran Villalba (Valencia, 11 maggio 1998), è un calciatore spagnolo, centrocampista del Santos Laguna.

## Caratteristiche tecniche
È un trequartista.

## Carriera
Cresciuto nel settore giovanile del Valencia, ha esordito in prima squadra il 16 dicembre 2015 disputando l'incontro di Coppa del Re vinto 2-0 contro il Barakaldo.
Il 12 luglio 2018 è stato ceduto in prestito annuale al Numancia. Con il club castigliano ha disputato una stagione da protagonista disputando 39 presenze in Segunda División e segnando 4 reti.
Rientrato a Valencia, il 7 agosto 2019 è stato ceduto a titolo definitivo al Birmingham City, con cui ha sottoscritto un accordo triennale.
Il 27 gennaio 2020 viene ceduto in prestito all'Almería. A fine stagione il prestito viene rinnovato.

## Statistiche

### Presenze e reti nei club
Statistiche aggiornate al 7 febbraio 2023.
| Stagione                 | Squadra                  | Campionato               | Campionato | Campionato | Coppe nazionali | Coppe nazionali | Coppe nazionali | Coppe continentali | Coppe continentali | Coppe continentali | Altre coppe | Altre coppe | Altre coppe | Totale | Totale | Totale |
| Stagione                 | Squadra                  | Comp                     | Pres       | Reti       | Comp            | Pres            | Reti            | Comp               | Pres               | Reti               | Comp        | Pres        | Reti        | Pres   | Reti   |        |
| ------------------------ | ------------------------ | ------------------------ | ---------- | ---------- | --------------- | --------------- | --------------- | ------------------ | ------------------ | ------------------ | ----------- | ----------- | ----------- | ------ | ------ | ------ |
| 2014-2015                | Valencia Mestalla        | SDB                      | 3          | 0          |                 | -               | -               |                    | -                  | -                  |             | -           | -           | 3      | 0      |        |
| 2015-2016                | Valencia Mestalla        | SDB                      | 21         | 0          |                 | -               | -               |                    | -                  | -                  |             | -           | -           | 21     | 0      |        |
| 2016-2017                | Valencia Mestalla        | SDB                      | 23         | 2          |                 | -               | -               |                    | -                  | -                  |             | -           | -           | 23     | 2      |        |
| 2017-2018                | Valencia Mestalla        | SDB                      | 33         | 6          |                 | -               | -               |                    | -                  | -                  |             | -           | -           | 33     | 6      |        |
| Totale Valencia Mestalla | Totale Valencia Mestalla | Totale Valencia Mestalla | 80         | 8          |                 | -               | -               |                    | -                  | -                  |             | -           | -           | 80     | 8      |        |
| 2015-2016                | Valencia                 | PD                       | 1          | 0          | CR              | 3               | 0               | UCL+UEL            | 0                  | 0                  |             | -           | -           | 4      | 0      |        |
| 2018-2019                | Numancia                 | SD                       | 39         | 4          | CR              | 1               | 0               |                    | -                  | -                  |             | -           | -           | 40     | 4      |        |
| 2019-gen. 2020           | Birmingham City          | FLC                      | 17         | 1          | FACup+CdL       | 0               | 0               |                    | -                  | -                  |             | -           | -           | 17     | 1      |        |
| 2019-2020                | Almería                  | SD                       | 16+2       | 2          | CR              | 0               | 0               |                    | -                  | -                  |             | -           | -           | 18     | 2      |        |
| 2020-2021                | Almería                  | SD                       | 30         | 3          | CR              | 5               | 0               |                    | -                  | -                  |             | -           | -           | 35     | 3      |        |
| Totale Almeria           | Totale Almeria           | Totale Almeria           | 46+2       | 5          |                 | 5               | 0               |                    | -                  | -                  |             | -           | -           | 53     | 5      |        |
| 2021-2022                | Sporting Gijón           | SD                       | 38         | 4          | CR              | 4               | 0               |                    | -                  | -                  |             | -           | -           | 42     | 4      |        |
| 2022-2023                | Malaga                   | SD                       | 19         | 0          | CR              | 1               | 0               |                    | -                  | -                  |             | -           | -           | 20     | 0      |        |
| Totale carriera          | Totale carriera          | Totale carriera          | 240+2      | 22         |                 | 14              | 0               |                    | 0                  | 0                  |             | -           | -           | 256    | 22     |        |